# Ukrainische Nationalbewegung in Galizien
Die ukrainische Nationalbewegung in Galizien war eine programmatische organisierte nationale Bewegung der ukrainischen nationalbewussten Bevölkerung innerhalb  Galiziens mit dem Ziel der politischen Selbstbestimmung, nationalen Autonomie bis hin zur staatlichen Souveränität.
Vor der Ausrufung der Unabhängigkeit der Westukrainischen Volksrepublik und der Ukrainischen Volksrepublik war das Gebiet der Ukraine zwischen dem Russischen Kaiserreich und Österreich-Ungarn aufgeteilt. Der größere Teil, der unter der Herrschaft des Russischen Kaiserreiches stand, wurde als Ukraine bezeichnet und die Menschen dort als Ukrainer (mit der parallel existierenden Bezeichnung Kleinrussland/Kleinrussen, die vorwiegend in der russischen Sprache verwendet wurde), während der Teil Österreich-Ungarns als Galizien bezeichnet wurde und die Bevölkerung dieser Region als Ruthenen.

## Vorboten der Wiedergeburt
Im Jahr 1815 gründete der Geistliche Iwan Mohylnyzkyj die „Societatis Presbyterorum Ritus graeco-catholici Galiciensium“ (Gesellschaft der Presbyter des griechisch-katholischen Ritus von Galizien). In den 1820er Jahren verfasste er die erste Grammatik des Ukrainischen in Galizien in einer Sprache, die er selbst als „Ruthenisch“ betrachtete. Mit der Veröffentlichung der „Informationen über die ruthenische Sprache“ [ukr.: „Відомість о руском языці“ (original: „Вѣдомість о руском языцѣ“)], die sowohl in der Donaumonarchie in polnischer als auch in Russland in russischer Übersetzung erschien, präsentierte er den ersten wissenschaftlichen Traktat über die Stellung des Ukrainischen im Rahmen der slawischen Sprachen. Dabei handelte es sich um eine Sprachform des Ukrainischen, die von Kirchenslavismen und Polonismen durchsetzt war.
Den ersten Impuls für die Entstehung der ukrainischen Nationalbewegung im 19. Jahrhundert gab die in Lwiw 1831 gegründete Ruthenische Triade (ukr: Руська Трійця [Ruska trijzja]) – eine literarische Gruppe, benannt nach der Anzahl ihrer Hauptmitglieder: Markijan Schaschkewytsch, Jakiw Holowazkyj und Iwan Wahylewytsch. 1830, ein Jahr zuvor, hatte der polnische Novemberaufstand in Russischen Kaiserreich stattgefunden, der blutig niedergeschlagen wurde.
Die österreichischen Behörden waren gegenüber einer weiteren nationalen Bewegung jedoch misstrauisch, und so wurde der erste Almanach, der Sorja hieß, aufgrund der kirchlichen Zensur verboten. Um die Zensur in Galizien zu umgehen, wurde der zweite Almanach mit ruthenischen Volksliedern unter dem Titel Russalka Dnistrowaja in Budapest veröffentlicht.
Zu den Folgen des polnischen Aufstandes in Russland gehört die Schließung des Lyzeums in Kremenez und die Verlegung der Bibliothek und der Professoren an die Kiewer Universität des Heiligen Wolodymyr (heute: Kyiwer Nationale Taras-Schewtschenko-Universität), die auf Anweisung des Zaren Nikolaus I. im Jahre 1833 gegründet wurde.
1845/1846 gründete der Historiker Mykola Kostomarow, der als Dozent für russische Geschichte an die Kiewer Universität berufen wurde, zusammen mit dem Schriftsteller und Kritiker Pantelejmon Kulisch und dem Dichter Taras Schewtschenko die Kyrill-Methodius-Bruderschaft. Zur gleichen Zeit wurden die Bücher der Genesis des ukrainischen Volkes veröffentlicht, welche die utopische Idee einer slawischen Vereinigung darstellten, während Schewtschenko seine Botschaft an die Landsleute (auch bekannt als Den Toten, den Lebenden und den Ungeborenen...) veröffentlichte. Im März 1847 wurden die Aktivitäten der Bruderschaft aufgrund einer Denunziation aufgedeckt und ihre Mitglieder verhaftet.

## Erwachen des politischen Denkens in Galizien 1848–1860
Auf die Anordnung Ferdinands I. vom 17. April 1848 wurde die Leibeigenschaft abgeschafft, nachdem diese Entwicklung für die anderen Kronländer der Habsburgermonarchie bereits seit Josef II. durch das Leibeigenschaftsaufhebungspatent vom 1. November 1781 eingeleitet worden war. Da der größte Teil der ukrainischen/ruthenischen Bevölkerung Bauern waren, hatte dies einen Einfluss auf die Loyalität gegenüber der österreichischen Regierung. Das Patent sollte am 15. Mai 1848 in Kraft treten und wurde danach als „Tag der Freiheit“ bis 1939 gefeiert. Das begleitete das Grundentlastungspatent.
Die Proklamation der Pillersdorfschen Verfassung am 25. April 1848 ermöglichte die Verbreitung der Russalka Dnistrowaja der Ruthenischen Triade in Lwiw, die davor durch die Zensur blockiert war. Außerdem hat sie die Gründung des Ruthenischen Hauptrates („Holowna Ruska Rada“)  und die Veröffentlichung des Appells an das ruthenische Volk in der Sorja Halyzka angestoßen.
Am 16. Juli 1848 wurde eine Kultur- und Bildungsgesellschaft namens Halyzko-Ruska matyzja (ukr: Галицько-Руська матиця) gegründet. 1849 gründete der Ruthenische Hauptrat auf Initiative des Priesters Lew Treschtschakiwskyj die Organisation Volkshaus in Lemberg (das Gebäude selbst wurde 1864 fertiggestellt).
Am 30. Juni 1851 verkündete der Ruthenische Hauptrat seine Selbstauflösung aufgrund des Verbots politischer Vereinigungen im Kaiserreich Österreich.
1857–1860 verschwand die Literatur in ruthenischer Sprache wieder. Während dieser ganzen Zeit und bis 1861 flammte immer wieder ein so genannter Alphabetkrieg auf, der 1834 begann und die Versuche darstellte, die Ukrainer zur Aufgabe der kyrillischen Schrift zu zwingen, um den russischen Einfluss einzuschränken. Am 25. Juli 1859 versuchte die Alphabetkommission, Rusyns zur Umstellung auf die neue Schreibweise zu zwingen, musste dies aber aufgrund von Protesten wieder aufgeben. Dies geht aus der Antwort des Ministers vom 13. März 1861 hervor.

## Vom Februarpatent 1861 bis 1900
Das Februarpatent hat die Verfassung von 1851 aufgehoben. 1861 fanden die ersten Wahlen zum Galizischen Landtag statt. Bei den ersten Sejm-Wahlen wählten die Ruthenen 49 von 150 Abgeordneten und schöpften damit die ihnen zugewiesene Quote von 33 % voll aus. Im Vergleich zu den 101 polnischen Abgeordneten war dies jedoch immer noch eine Minderheit.
Am 13. Oktober 1864 wurde dem Sejm ein Vorschlag für die administrative politische Aufteilung Galiziens vorgelegt.
1868 wurde in Lwiw die allukrainische Gesellschaft Proswita zu Ehren von Taras Schewtschenko gegründet.
Am 30. November 1880 wurde anlässlich des 100. Jahrestages der Thronbesteigung von Kaiser Joseph II. die erste Nationalversammlung der Rusinen auf die Initiative von Wolodymyr Barwinskyj zusammengerufen. Im Jahr 1890 wurde in Lemberg die erste politische Partei, die Ruthenisch-Ukrainische Radikale Partei, gegründet.